# Oreopanax steyermarkii
Oreopanax steyermarkii är en araliaväxtart som beskrevs av Albert Charles Smith. Oreopanax steyermarkii ingår i släktet Oreopanax och familjen Araliaceae. Inga underarter finns listade.